# 王桃
王 桃（おう とう）は、『花関索伝』に登場する架空の人物で、蘆塘寨の女頭目。関索の次妻。父に王令公、妹に王悦。『三国志演義』の版によっては、関索の紹介部分で王桃らの略歴が語られる。

## 『花関索伝』の描写

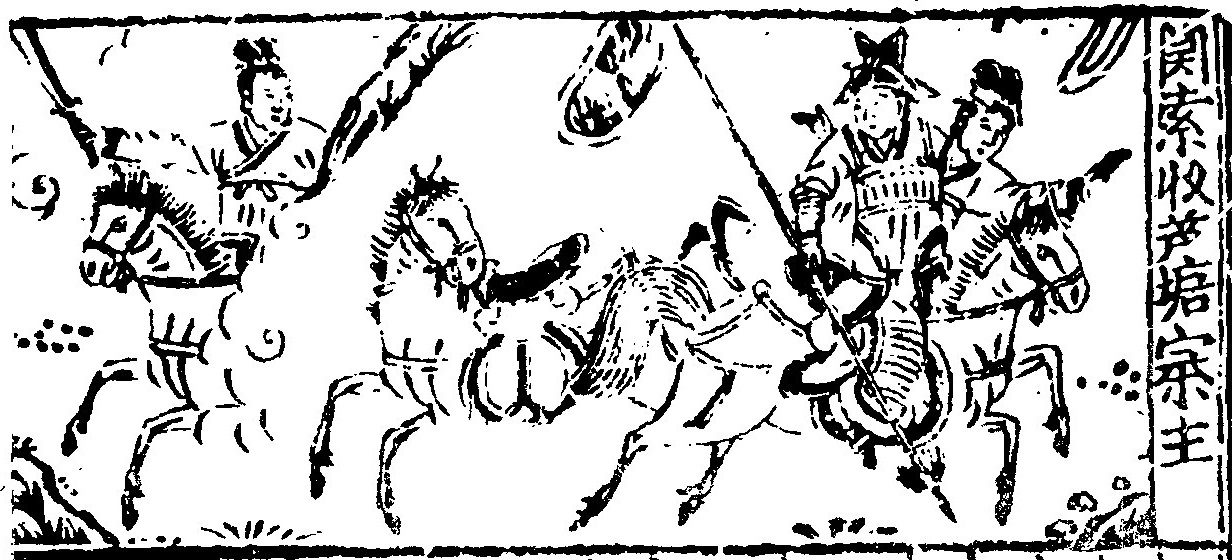
『花關索傳』関索収蘆塘寨主

### 後集（認父伝）
関索の軍勢が西方、関羽のもとに向かう途上、蘆塘寨という城砦があり、関索らの行く手を阻んだ。関索は心中怒り、城砦の主が何者か尋ねると、王桃、王悦という名の女武将達であるという。関索「女武将は何才か？」、将校「一人は16才、一人は18才、王令公の娘で蘆塘寨を占領しています」、関索「他に親はいるか？」、将校「まだいません」と答えた。関索は、一つには次妻を得られ、二つには人馬を増やせ、西川の父の元へ行けると思い喜んだ。
関索は10万の軍勢を接近させ、城砦の門を囲んだことを告げると、王桃らは大いに悩み、二人は城砦から出陣する。王桃が「来たる将は何者か」と問うと、関索は無知を罵って勝負を挑んだ。関索は槍を持って、王桃は双刀を持って戦い、門前で打ち合うこと十合におよんだが王桃が敗れた。王桃は命乞いをして「私と王悦の二将は寨で5万人を有します。もし私を助けてくださるなら妻となりましょう（願做鋪床蓋被人）」と言った。関索は心中喜び、王悦に呼び掛けると、王悦も「私も帰順を願います。姉は今投降して、私も軍前で何が出来ましょうか。姉はいま妻となりました。私も同様に嫁ぎたく思います（我做擎星捉月人）」と言った。関索はこれを聞いて喜び、両軍合わさって城砦に駐屯することになった。その後、関索は高殿に来て母親の胡金定を招き、姉妹三人（鮑三娘を含む）は義母に拝礼した。

### 別集（貶雲南伝）
関索が関羽の敵討ちに呉へ出陣すると、関索は張益、関平が補佐し、鮑三娘は王桃王悦が補佐して百万軍が荊州に向かった。その後、復讐を遂げた関索だったが、劉備が亡くなり諸葛亮も去ると、倒れてしまう。鮑三娘ら三人の妻は看病を続けたが、ついに関索は亡くなり、葬儀が済むと、王姉妹らは蘆塘寨に帰った。

## 地方志の記録
漢代では江夏郡にあたる『蘄水縣志』には以下のような逸話が記録されている。
列女・王桃と妹の王悦は漢末の時の人で、共に笄年（15）を超え未婚であった。腕力があり武芸に精通した。兵乱の時代となると、衆を蘆塘に集め郷里を保ち、いつも「才能と技能で我らに勝つような英雄男子が天下にいれば、その者に生涯を託したい」と言い合った。当時、彼女らに匹敵する者はほとんどいなかったが、河東は関公の長子・関索は英傑にして敏捷で、姉妹は共に技を比べるも勝てず、ついに共に嫁ぐことになった。また、鮑氏の娘も性格は王桃らと似て荒々しかったが、関索には及ばず彼に嫁いだ。三人はみな実家を去り関索に従った（地元民の言う鮑氏とは花関索の鮑三娘である）。
また黃州府の記録にも「小營山はいにしえの蘆塘の地であり～」と、関索や王桃姉妹の逸話が残る。